# Atentado de la Avenida Lexington

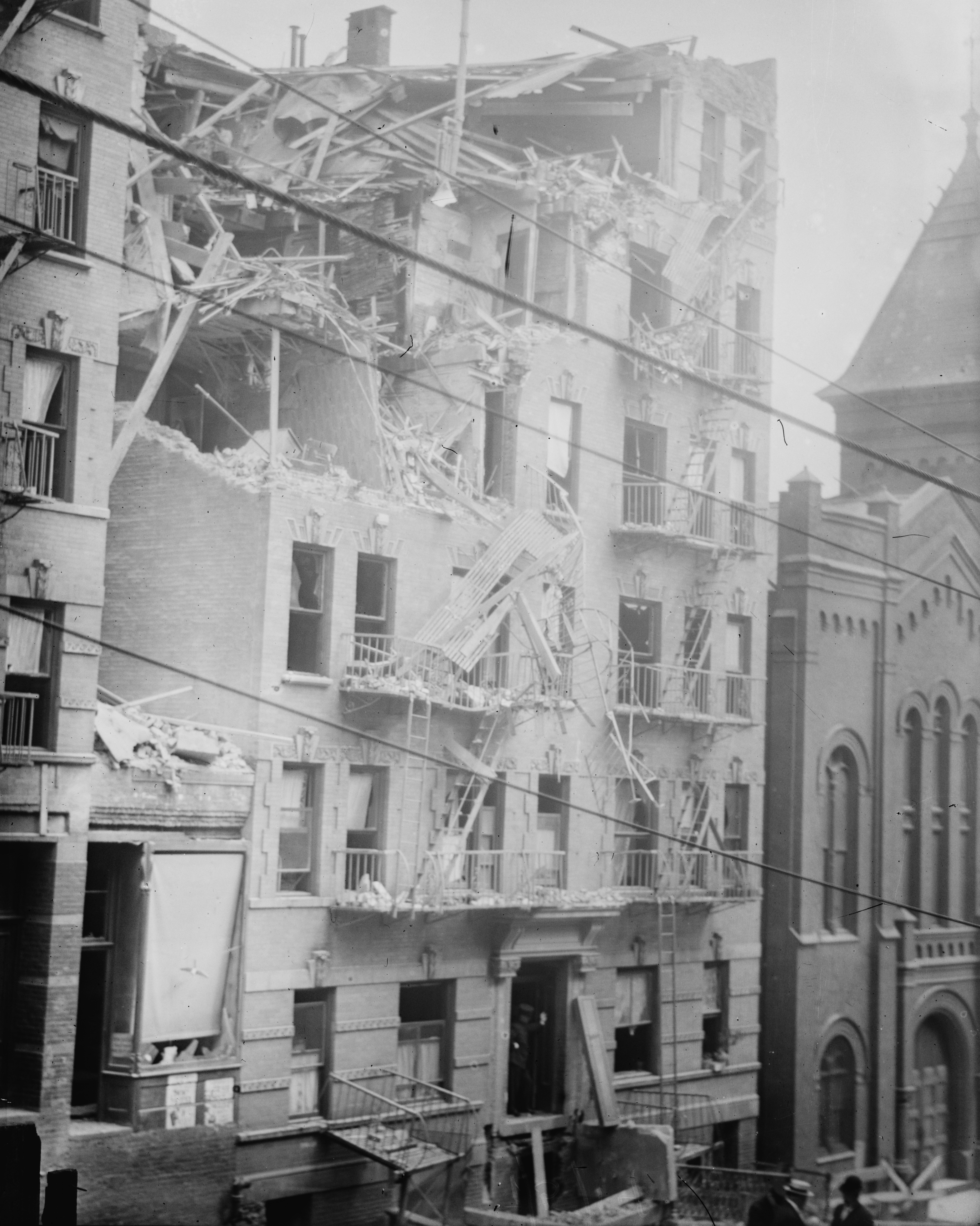
departamento afectado por la bomba en el atentado

El atentado de Lexington Avenue se llevó a cabo el 4 de julio de 1914, cuando explotó una bomba en un departamento del N° 1626 de la Avenida Lexington en la ciudad de Nueva York, matando a 4 personas y varias decenas de heridos.

## Los conspiradores
En julio de 1914, dos miembros de letones de la Cruz Roja Anarquista, Charles Berg y Carl Hanson, con el miembro de la Industrial Workers of the World (IWW),Arthur Caron, comenzaron a acopiar dinamita que habían obtenido desde Rusia, almacenándola en el departamento de otro miembro de la Anarchist Red Cross, Louise Berger, editor del periódico de Emma Goldman, el legendario Mother Earth. Habían tenido algunos encuentros en el Ferrer Center, donde idearon un plan según el cual Caron, Berg, y Hanson plantarían una bomba en el domicilio de John D. Rockefeller en Tarrytown, New York.
Según relatos posteriores, los 3 hombres junto con Alexander Berkman y Charles Plunkett, se encontraron en el Ferrer Center al menos otra vez para discutir el complot. Charles Plunkett, participante del plan, luego declaró que Berkman prefirió permanecer detrás de la escena antes que tomar un rol activo en el atentado debido a que estaba en libertad condicional por el intento de asesinato de Henry Clay Frick. Berkman más tarde negó toda vinculación o conocimiento del plan, lo cual fue confirmado por algunos que lo conocían y rechazado por otros.

## La explosión
A las 9 a. m. del 4 de julio, Berger dejó su departamento y se dirigió a las oficinas de Mother Earth en la calle 119. Quince minutos más tarde, una terrible explosión tuvo lugar en el departamento de berger en el 1626 de Lexington Avenue, entre las calles 103y 104 en la densamente poblada zona del Harlem, a escasas cuadras del Ferrer Center. Los transeúntes vieron una lluvia de escombros y cascotes caer hacia la calle. Los tres pisos superiores fueron arrasados por la explosión. Grandes pedazos del mobiliario fueron arrojados a decenas de metros por el aire debido al poder de los explosivos. La bomba destinada a Rockefeller había explotado prematuramente en el departamento de Berger matando a Hanson, Berg, Caron y Marie Chavez, quien aparentemente no estaba involucrada en el plan sino que habría alquilado un cuarto del departamento. La explosión arrojó el cuerpo de Caron sobre la retorcida escalera de incendios. Los cuerpos mutilados de Chavez y Hanson fueron encontrados dentro del departamento. El cuerpo de Berg voló en pedazos por la explosión, que quedaron esparcidos por las calles. En total, hubo unos 20 heridos, 7 de ellos fueron hospitalizados con heridas de gravedad. Berkman asistió a sus funerales. Berger posteriormente negó cualquier involucramiento, y la policía no pudo implicarla en el complot.
Otro miembro de la IWW de nombre "Mike" Murphy estuvo esa novhe en el mismo departamento cuando ocurrió la explosión. La explosión destruyó el piso bajo sus pies, haciendo que su cama cayera al piso inferior. Ligeramente aturdido y confundido, Murphy pudo salir ileso tan solo con la rotura de sus ropas. Fue buscado de inmediato para ser interrogado por la policía, pero pudo esconderse en las oficinas de Mother Earth, donde se cree que fue ocultado por Berkman junto a Charles Plunkett, otro de los involucrados en la explosión. Murphy fue llevado primero a Nueva Jersey y luego a Filadelfia por miembros de Biblioteca Radical, llegando finalmente a Canadá.

## Repercusiones
La muerte de los radicales no fue el fin de los ataques contra Rockefeller y la Standard Oil. El 19 de noviembre de 1915 otra bomba fue descubierta, esta vez contra John D. Archbold, Presidente de la Standard Oil Company, en su domicilio de Tarrytown. La policía supuso que la bomba fue colocada por anarquistas de la I.W.W. en protesta contra la ejecución de uno de los miembros de la I.W.W. llamado Joseph Hillstrom en Salt Lake City, Utah. La bomba fue descubierta por un jardinero, que encontró cuatro cartuchos de dinamita de una libra cada uno, medio escondidos en una ranura en el camino de entrada a 15 metros de la entrada principal de la residencia. El plan era volarlos cuando pasara el automóvil de Archbold. Los cartuchos de dinamita fueron desactivados por la policía.